# Боливия на Олимпийских играх
Боливия принимала участие в 15 летних Олимпийских играх. Дебютировала на Играх в Берлине в 1936 году, после этого пропустила 4 следующие летние Олимпиады и вернулась в олимпийскую семью только в 1964 году на Играх в Токио. С тех пор участвовала во всех летних Олимпиадах, кроме бойкотированных ею Игр в Москве в 1980 году. В зимних Олимпийских играх Боливия участвовала 6 раз, дебютировала на Играх в Кортина-д’Ампеццо в 1956 году, однако затем пропустила 4 следующие зимние Олимпиады и вернулась только в 1980 году на Играх в Лэйк-Плэсиде. Начиная с Игр в Лиллехаммере, спортсмены Боливии пропустили 6 зимних Олимпийских игр, пока в 2018 году в Пхёнчхане боливийцы не выступили в двух видах спорта. Боливия никогда не завоёвывала олимпийских медалей.
Национальный олимпийский комитет Боливии был образован в 1932 году и принят МОК в 1936 году.

## Таблица медалей
| Игры                | Спортсменов          | Золото               | Серебро              | Бронза               | Всего                | Место                |
| ------------------- | -------------------- | -------------------- | -------------------- | -------------------- | -------------------- | -------------------- |
| 1936 Берлин         | 2                    | 0                    | 0                    | 0                    | 0                    | —                    |
| 1948–1960           | не принимала участие | не принимала участие | не принимала участие | не принимала участие | не принимала участие | не принимала участие |
| 1964 Токио          | 1                    | 0                    | 0                    | 0                    | 0                    | —                    |
| 1968 Мехико         | 4                    | 0                    | 0                    | 0                    | 0                    | —                    |
| 1972 Мюнхен         | 11                   | 0                    | 0                    | 0                    | 0                    | —                    |
| 1976 Монреаль       | 4                    | 0                    | 0                    | 0                    | 0                    | —                    |
| 1980 Москва         | не принимала участие | не принимала участие | не принимала участие | не принимала участие | не принимала участие | не принимала участие |
| 1984 Лос-Анджелес   | 11                   | 0                    | 0                    | 0                    | 0                    | —                    |
| 1988 Сеул           | 7                    | 0                    | 0                    | 0                    | 0                    | —                    |
| 1992 Барселона      | 13                   | 0                    | 0                    | 0                    | 0                    | —                    |
| 1996 Атланта        | 8                    | 0                    | 0                    | 0                    | 0                    | —                    |
| 2000 Сидней         | 5                    | 0                    | 0                    | 0                    | 0                    | —                    |
| 2004 Афины          | 7                    | 0                    | 0                    | 0                    | 0                    | —                    |
| 2008 Пекин          | 7                    | 0                    | 0                    | 0                    | 0                    | —                    |
| 2012 Лондон         | 5                    | 0                    | 0                    | 0                    | 0                    | —                    |
| 2016 Рио-де-Жанейро | 12                   | 0                    | 0                    | 0                    | 0                    | —                    |
| 2020 Токио          | 5                    | 0                    | 0                    | 0                    | 0                    | —                    |
| Итого               | Итого                | 0                    | 0                    | 0                    | 0                    |                      |

| Игры                   | Спортсменов          | Золото               | Серебро              | Бронза               | Всего                | Место                |
| ---------------------- | -------------------- | -------------------- | -------------------- | -------------------- | -------------------- | -------------------- |
| 1956 Кортина-д’Ампеццо | 1                    | 0                    | 0                    | 0                    | 0                    | –                    |
| 1960–1976              | не принимала участие | не принимала участие | не принимала участие | не принимала участие | не принимала участие | не принимала участие |
| 1980 Лейк-Плэсид       | 3                    | 0                    | 0                    | 0                    | 0                    | –                    |
| 1984 Сараево           | 3                    | 0                    | 0                    | 0                    | 0                    | –                    |
| 1988 Калгари           | 6                    | 0                    | 0                    | 0                    | 0                    | –                    |
| 1992 Альбервиль        | 5                    | 0                    | 0                    | 0                    | 0                    | –                    |
| 1994–2014              | не принимала участие | не принимала участие | не принимала участие | не принимала участие | не принимала участие | не принимала участие |
| 2018 Пхёнчхан          | 2                    | 0                    | 0                    | 0                    | 0                    | –                    |
| 2022 Пекин             | 2                    | 0                    | 0                    | 0                    | 0                    | –                    |
| Всего                  | Всего                | 0                    | 0                    | 0                    | 0                    |                      |